# Айтходжаев, Мамет
Мамет Айтходжаев (1905 год, аул Джуйнек, Туркестанский край, Российская империя — 1983 год) — колхозник, заведующий конефермой колхоза «Коммуна» Туркестанского района Южно-Казахстанской области. Герой Социалистического Труда (1948).

## Биография
Родился в 1905 году в ауле Джуйнек. В 1929 году вступил в колхоз «Коммуна» Туркестанского района Южно-Казахстанской области, в котором до 1939 года работал радистом, водителем и заведующим складом. В 1939 году вступил в КПСС, после чего стал парторгом колхоза «Коммуна». В 1942 году был призван в Красную Армию. Участвовал в Великой Отечественной войне. После демобилизации в 1946 году работал заведующим коневодческой ферме колхоза «Коммуна».
В 1947 году вырастил 109 жеребят от 109 конематок. За это достижение был удостоен 23 июля 1948 года звания Героя Социалистического Труда.

## Награды
- Герой Социалистического Труда — указом Президиума Верховного Совета СССР от 23 июля 1948 года;
- Орден Ленина (1948);
- Орден Красной Звезды;
- Медаль «За боевые заслуги»;
- Медаль «За оборону Сталинграда»;
- Медаль «За взятие Берлина».